# День независимости Армении
День независимости Армении (арм. Հայաստանի Անկախության օր) — главный государственный и национальный праздник Республики Армения, отмечаемый ежегодно 21 сентября. Ежегодно в этот день устраиваются праздничные мероприятия, а раз в пять лет на площади Республики устраивается военный парад.

## История
23 сентября 1990 года Верховный Совет республики принял Декларацию о независимости Армении, согласно которой упразднялась Армянская ССР и образовывалась независимая Республика Армения. 21 сентября 1991 года на референдуме большая часть населения высказалась за подтверждение выхода Армении из состава СССР (в референдуме о сохранении СССР республика не участвовала), в ноябре 1991 года Левон Тер-Петросян был избран первым Президентом Армении. 21 декабря 1991 года Армения вступила в Содружество независимых государств.
Ранее 28 мая 1918 года провозглашалась независимость Первой Армянской Республики.

## Основные события праздничной программы

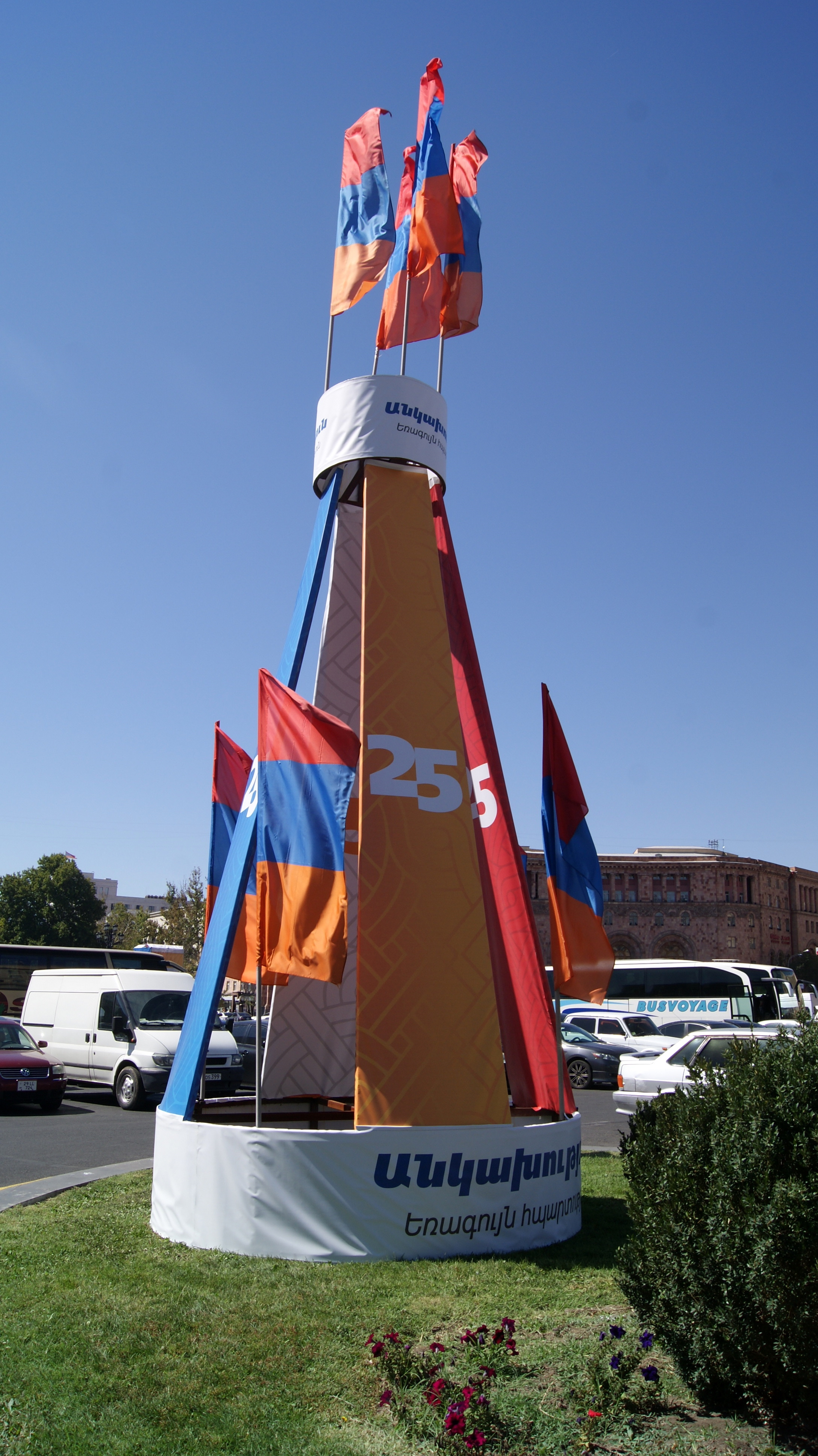
Украшения ко Дню независимости

- Президент Армении вручает государственные награды и чествует ветеранов боевых действий и почётных граждан
- Открытые уроки и классные часы в школах Армении
- Праздничные программы, посвящённые истории Армении
- Парад вооружённых сил Армении
- Концерты на площадях Еревана

### Военный парад

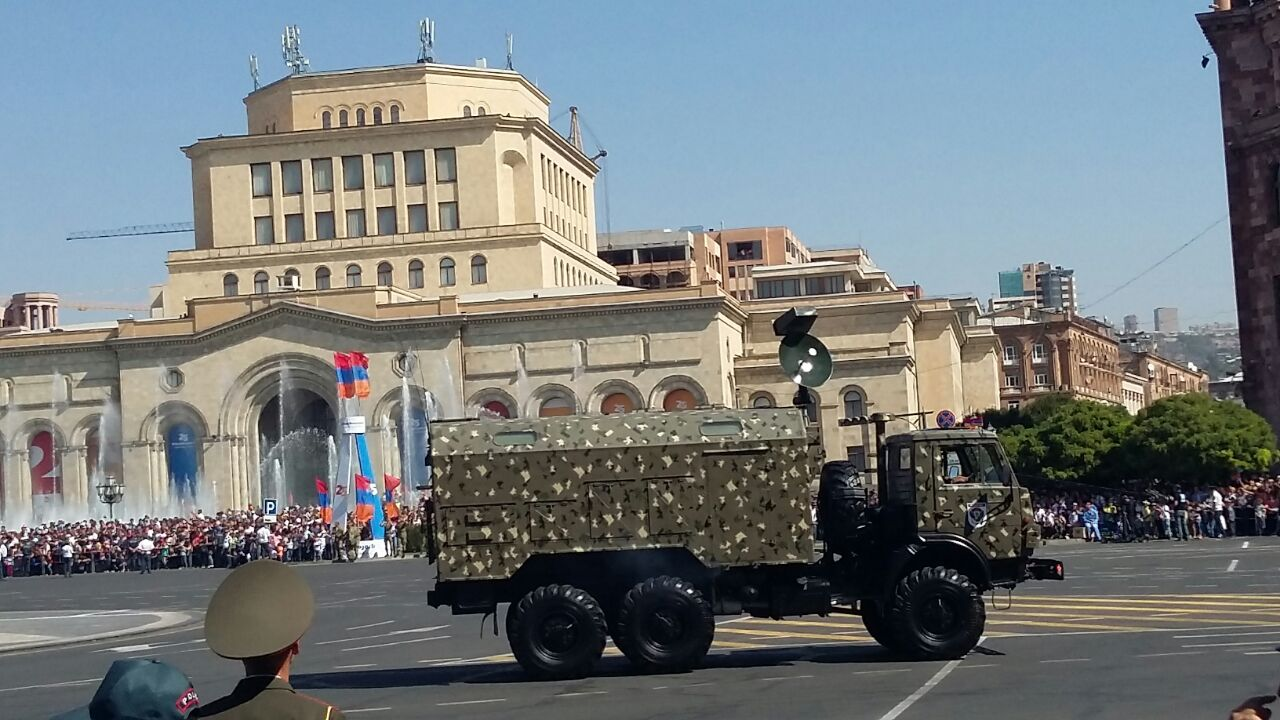
Передвижная станция управления БЛА на параде в 2016 году

Военные парады проводились на ереванской Площади Республики в 1992, 1996, 1999, 2006, 2011 и 2016 годах. Празднования начинаются, когда командующий парадом (Начальник Генерального штаба Вооружённых сил вместе с генерал-полковником или генерал-лейтенантом) прибывает на Площадь Республики, чтобы ему доложил комендант Военного института имени Вазгена Саркисяна о готовности войск к параду. В 10:00 Президент и Премьер-министр прибывают на площадь, командующий парадом приказывает построиться для приветствия Министра обороны Армении и проезжает на Nissan Patrol SUV к центру площади, сообщая Министру обороны о готовности к параду. Министр обороны объезжает площадь, поздравляя военнослужащих с днём независимости Армении. По окончании проверки министр докладывает Президенту о готовности войск.
Президент произносит поздравительную речь, после троекратного «Ура» звучит гимн Армении в исполнении Оркестра Генерального штаба Вооружённых сил Армении. Далее начинается парад: к посту у центральной трибуны для обеспечения безопасности направляются солдаты батальона Почётного караула Министерства обороны Армении. Первыми проходят барабанщики военного училища имени Монте Мелконяна, которые устанавливают ритм, затем проходят знаменосцы и солдаты.

#### 1996
В 1996 году состоялся парад по случаю пятилетия референдума о независимости Армении.

#### 1999
В 1999 году парадом командовал генерал-майор М. С. Григорян, министром обороны был В. В. Арутюнян.

#### 2006

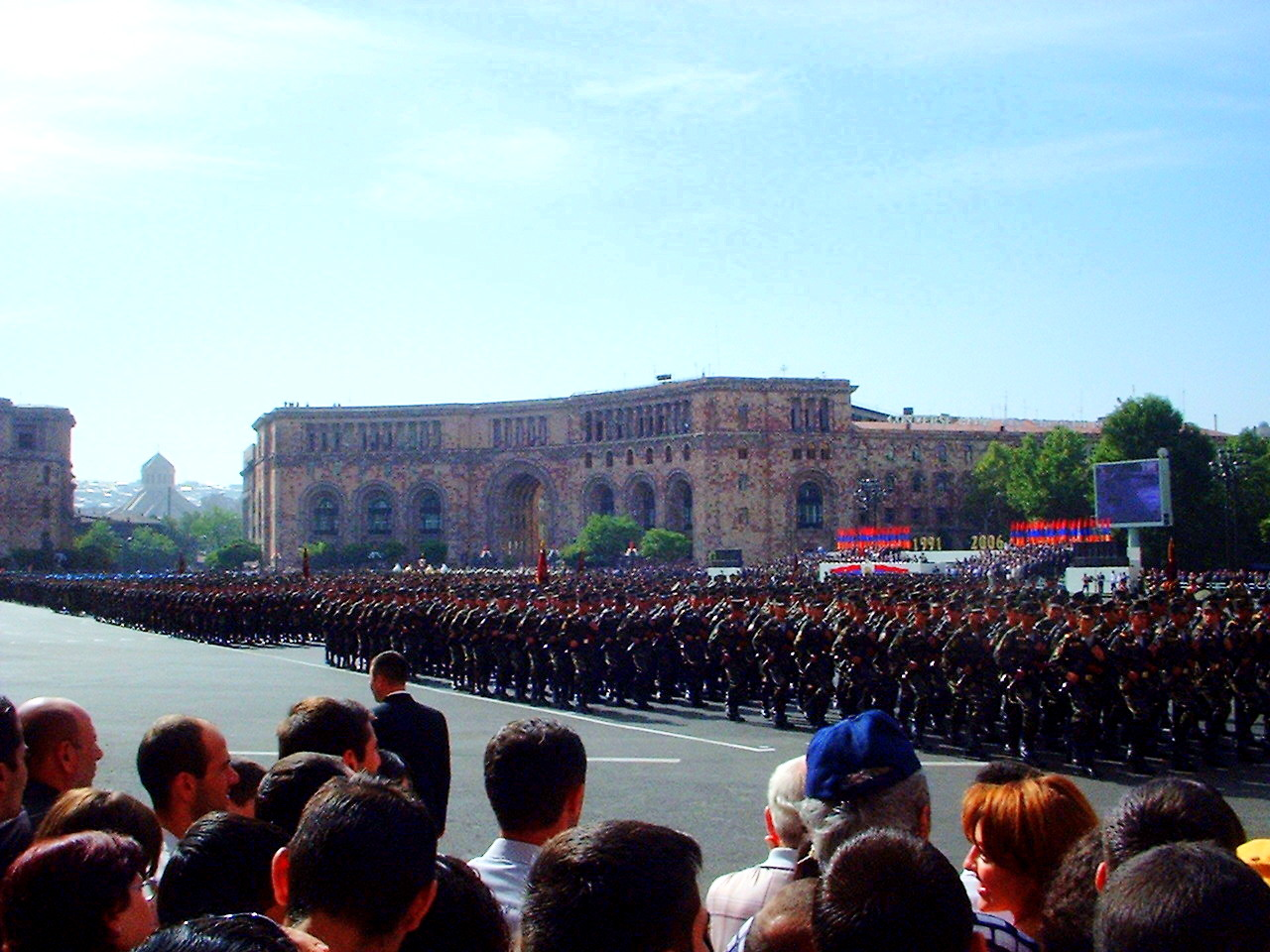
Во время парада в 2006 году

В 2006 году состоялся парад по случаю 15-летия Независимости Армении: солдат поздравляли министр обороны С. А. Саргсян и М. А. Арутюнян.

#### 2011
В 2011 году парад прошёл по случаю 20-летия независимости Армении. На параде присутствовал министр обороны С. М. Оганян и начальник Генерального штаба Ю. Г. Хачатуров. В параде участвовали впервые военнослужащие ВС РФ со 102-й военной базы; помимо них, в параде участвовали сотрудники военной полиции, миротворческой бригады, передовые части Службы национальной безопасности и ветераны Вооружённых сил НКР.

#### 2016
25-летие референдума о независимости Армении ознаменовалось крупнейшим военным парадом. Парадом командовал генерал-майор Андраник Магарян, командующий 4-м армейским корпусом. На параде присутствовало 350 тысяч человек: в нём участвовала международная миротворческая бригада военнослужащих США, Германии, Италии, Польши и Греции.

#### Иностранные военнослужащие

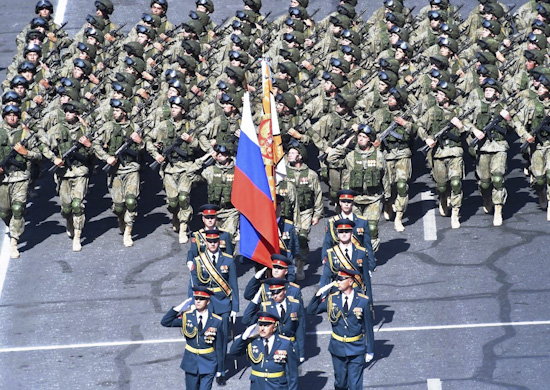
Российские военнослужащие на параде

| Год       | Контингент                           | Страна                                    |
| --------- | ------------------------------------ | ----------------------------------------- |
| 2011 2016 | 102-я российская военная база        | Россия                                    |
| 2016      | Международная миротворческая бригада | Польша · США · Германия · Италия · Греция |

### Диаспора
День независимости отмечается широко представителями армянской диаспоры в России, Ливане и США. В США молодёжные организации проводят культурные программы и встречи.

### Противоречия с некоторыми торжествами
В начале сентября 2021 года правительство Армении объявило о планах масштабного празднования, в честь 30-летия независимости. Эти планы были раскритикованы общественностью, и многие, в том числе члены семей солдат, погибших во Второй Карабахской войне, сочли это неуместным и оскорбительным, учитывая поражение Армении в этой войне. Многие родители погибших солдат выступили против этих планов и собрались в Ераблуре 21 сентября.

## Галерея

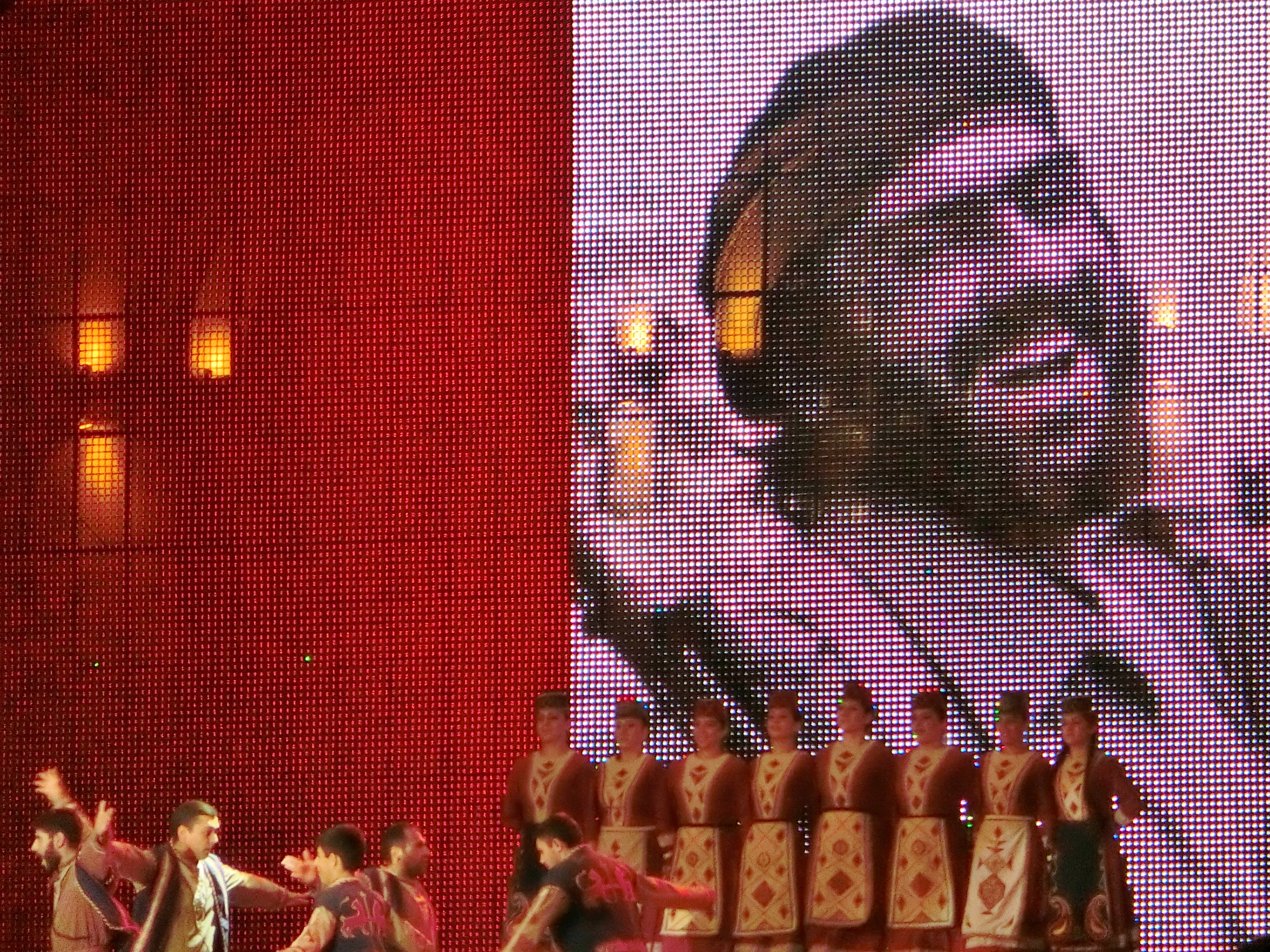
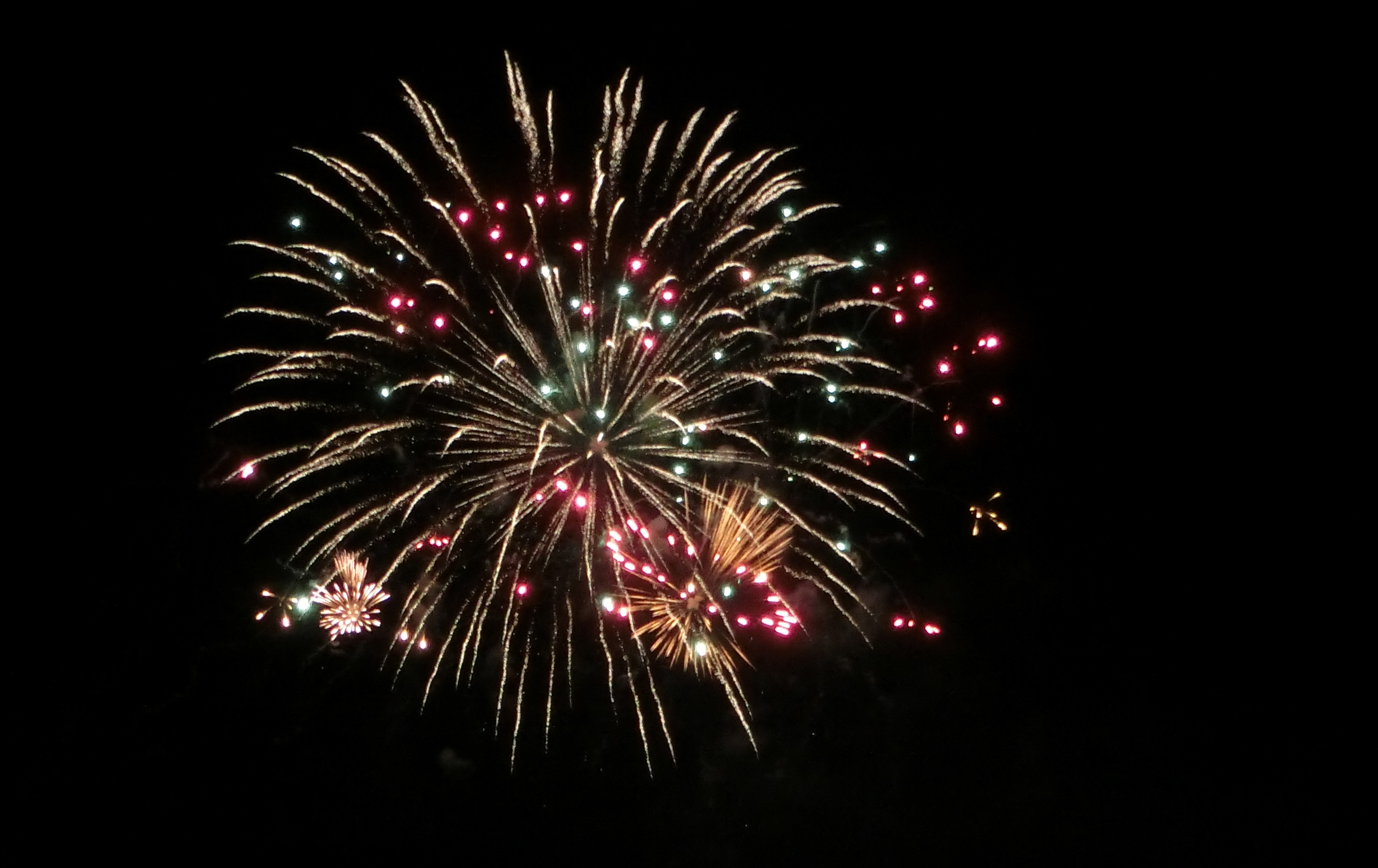
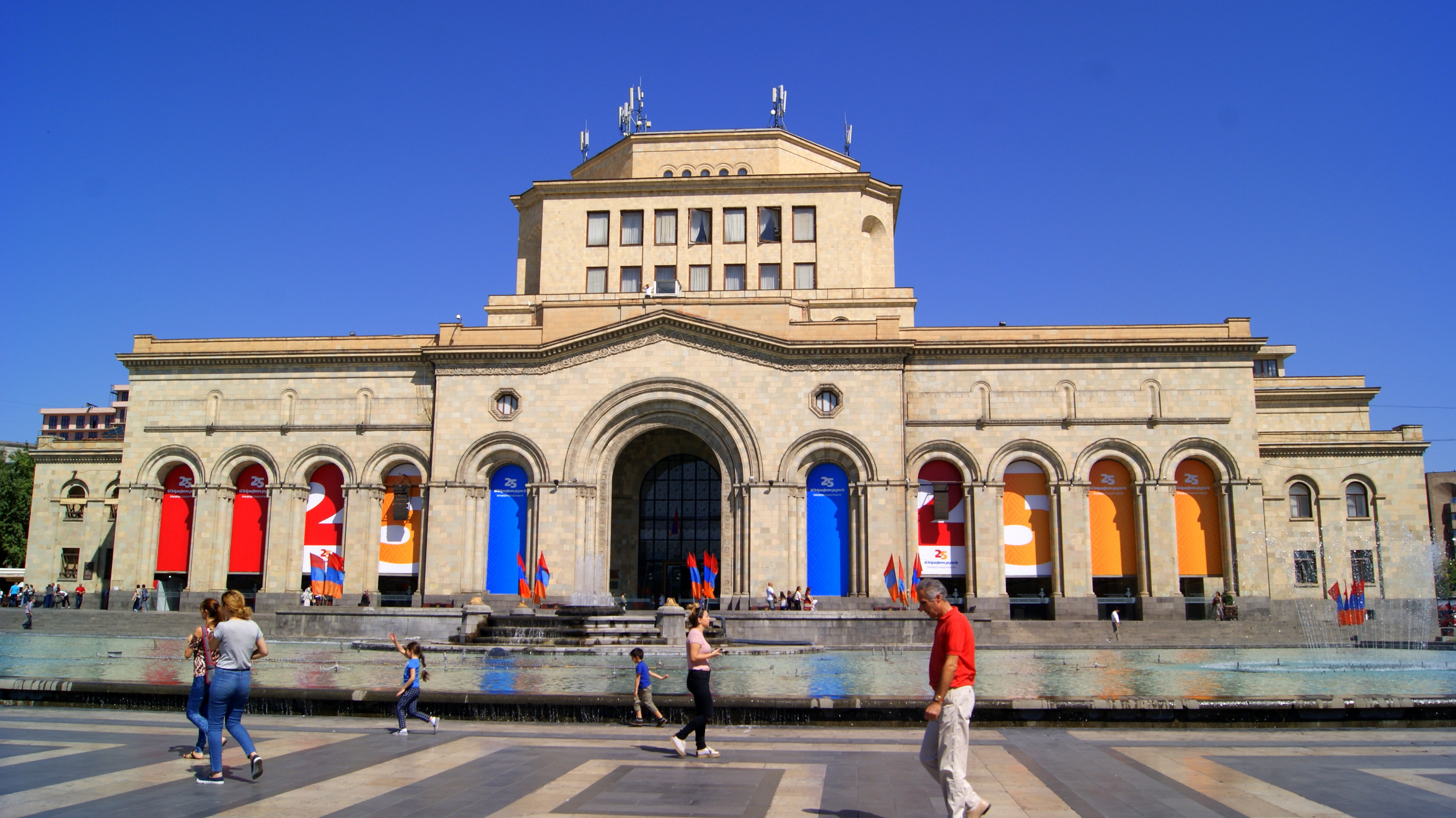
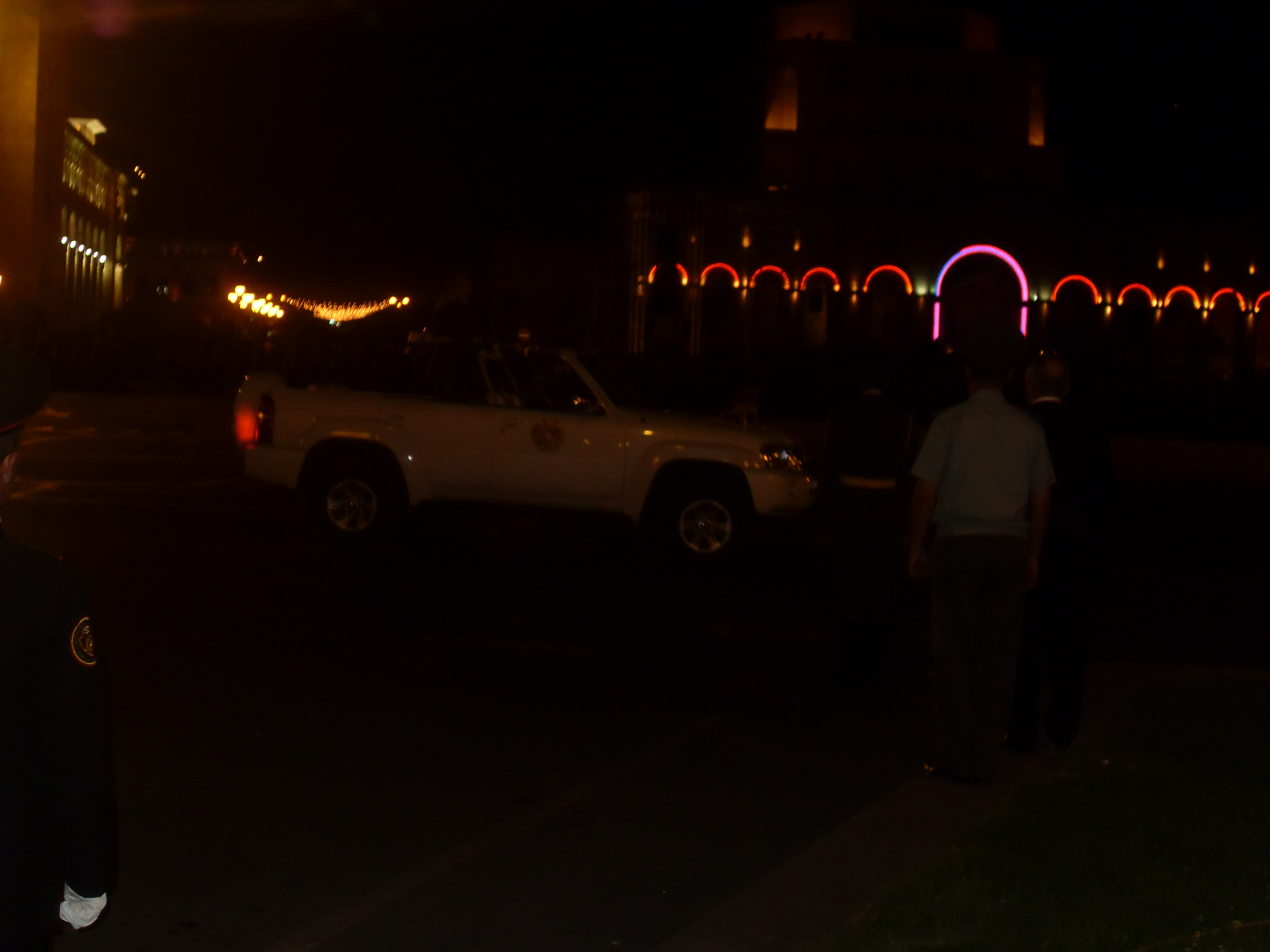
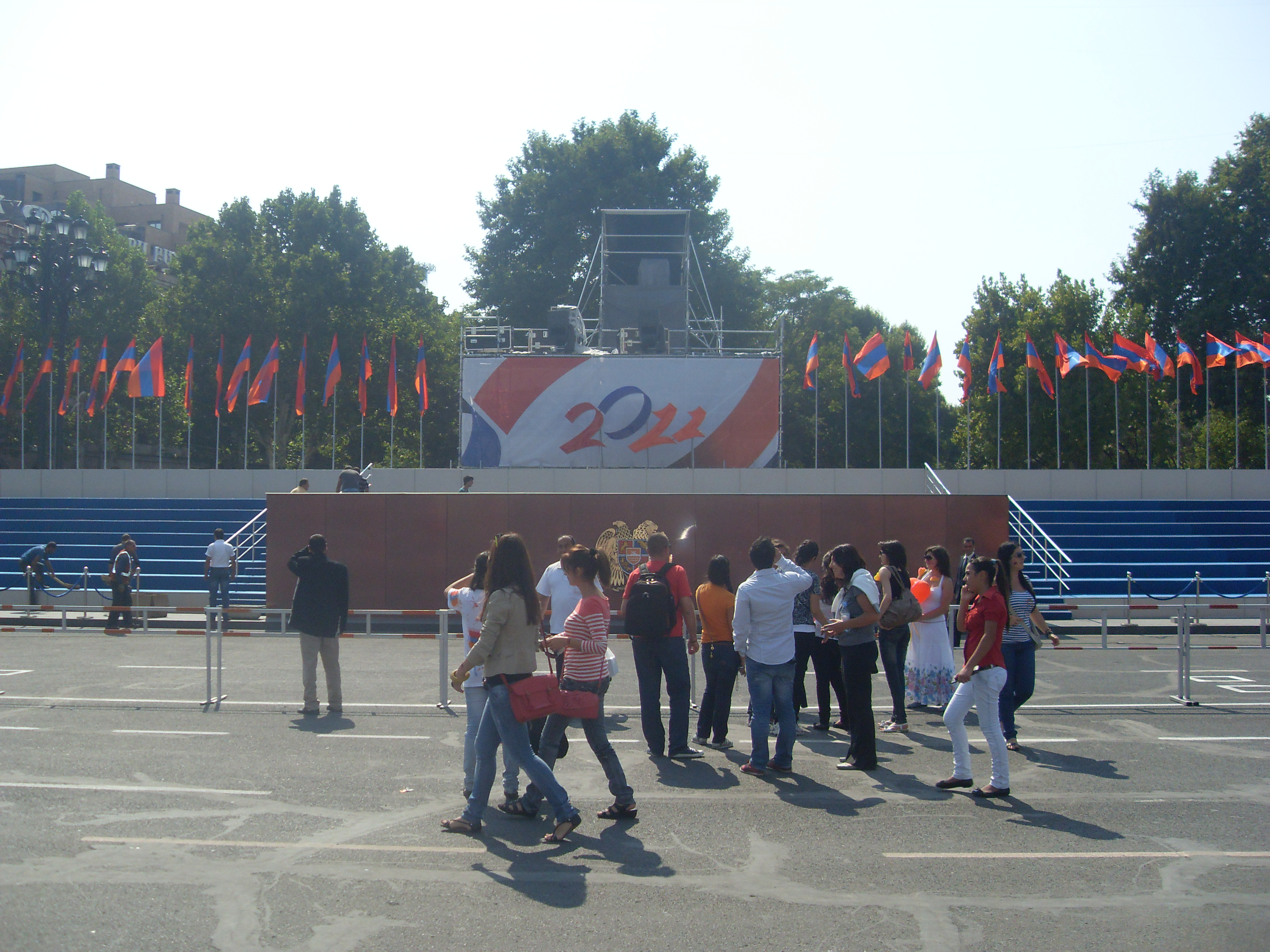
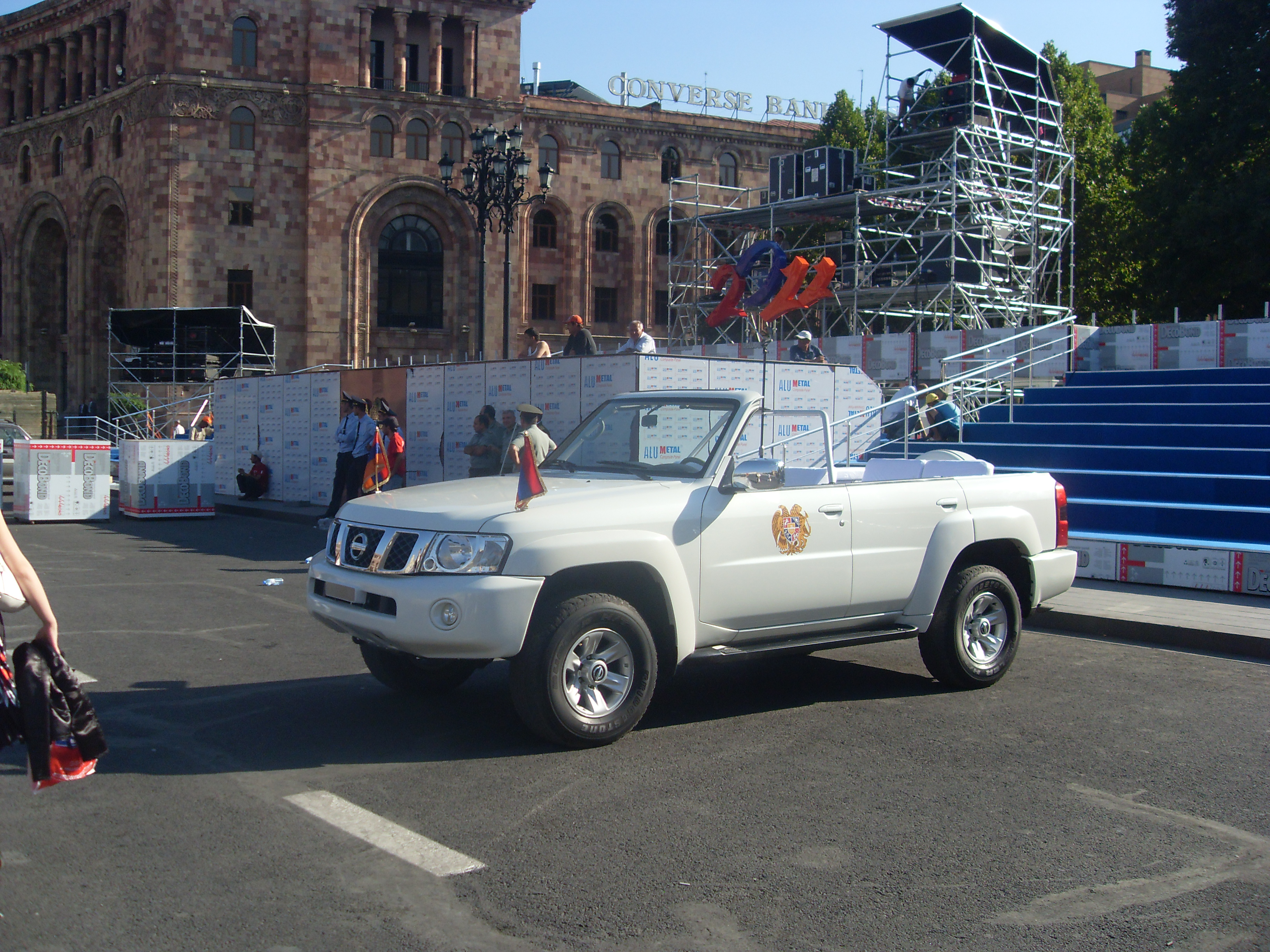
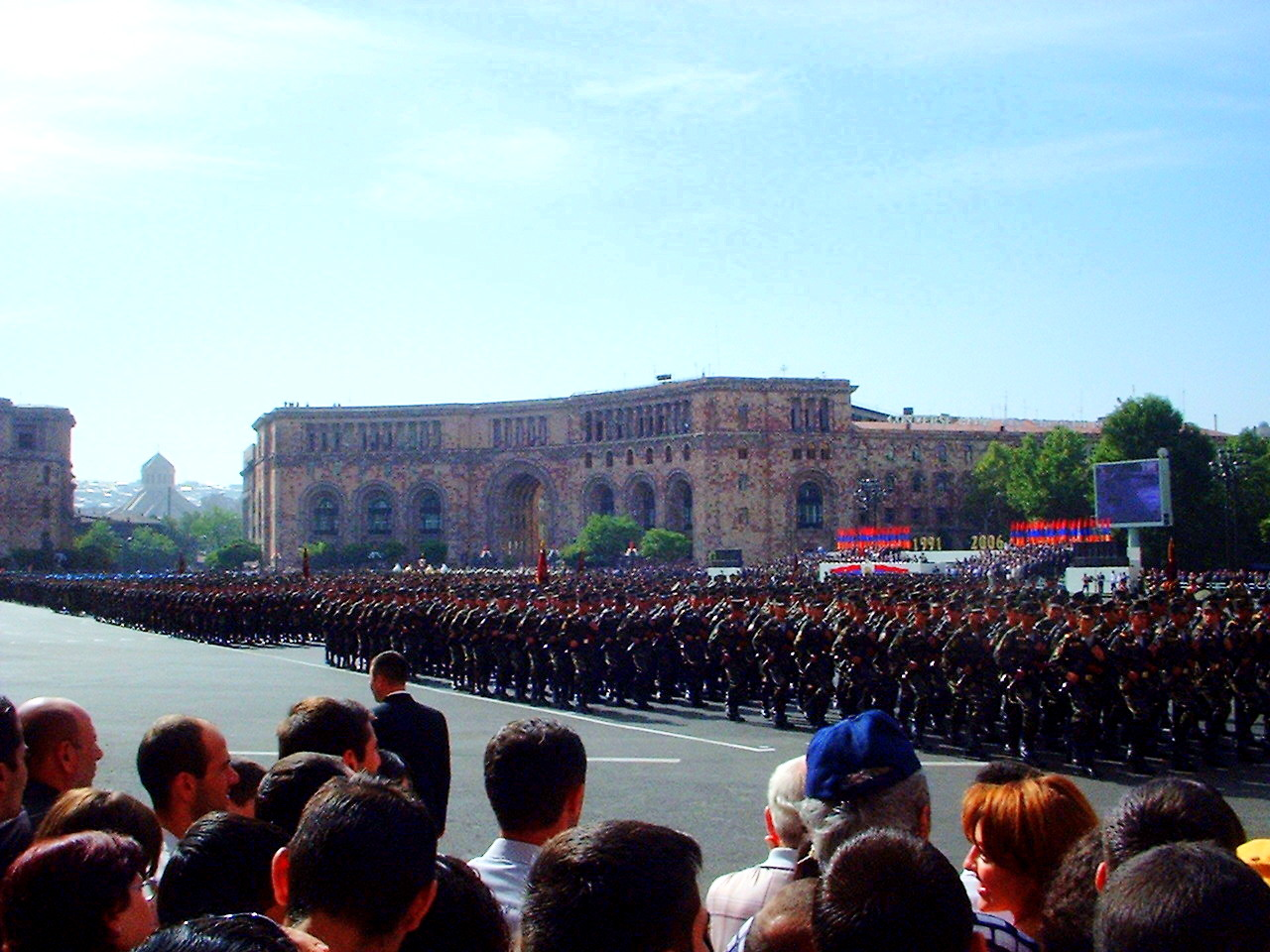
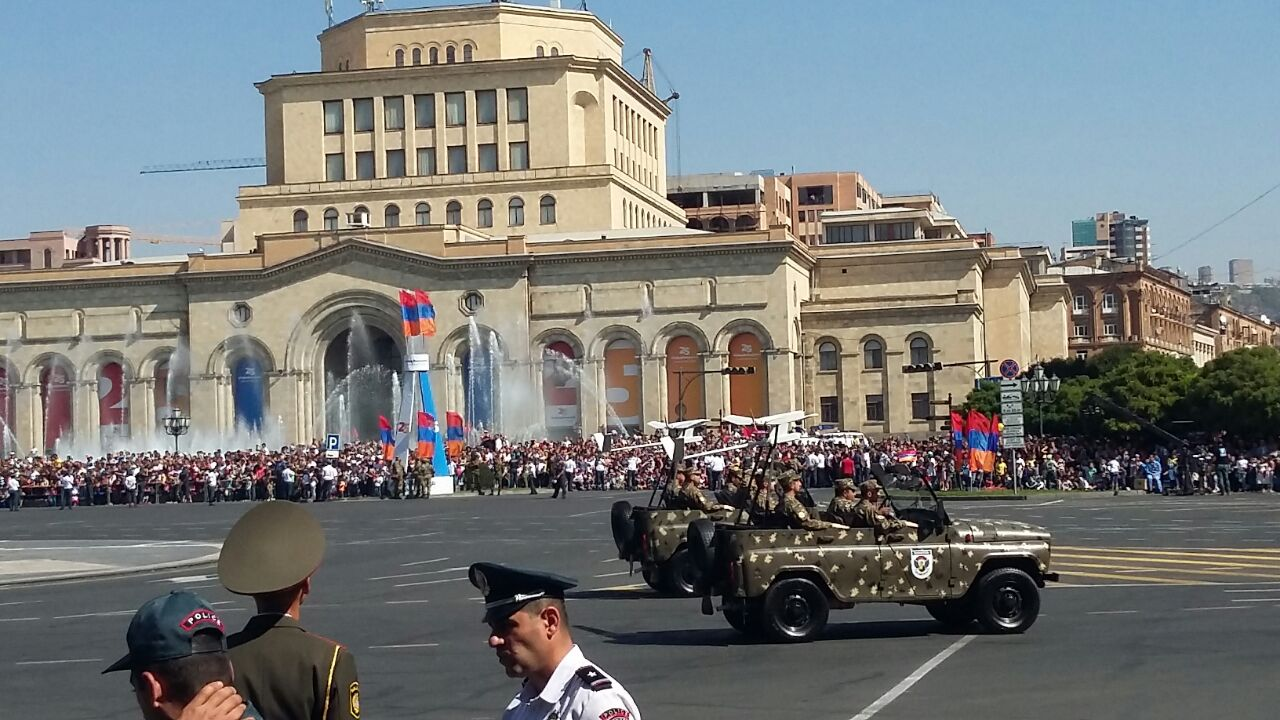
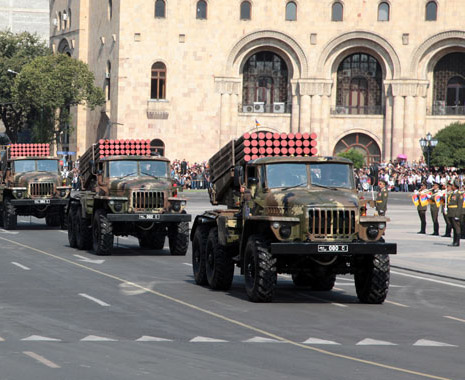
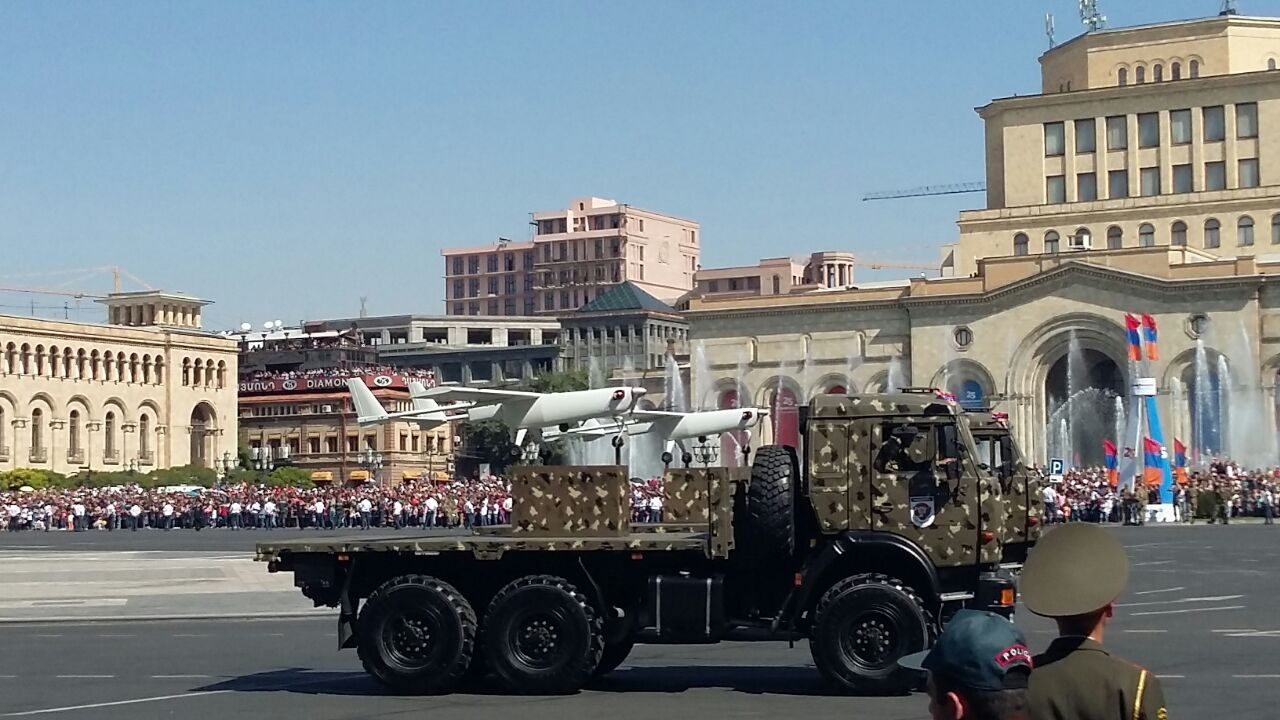
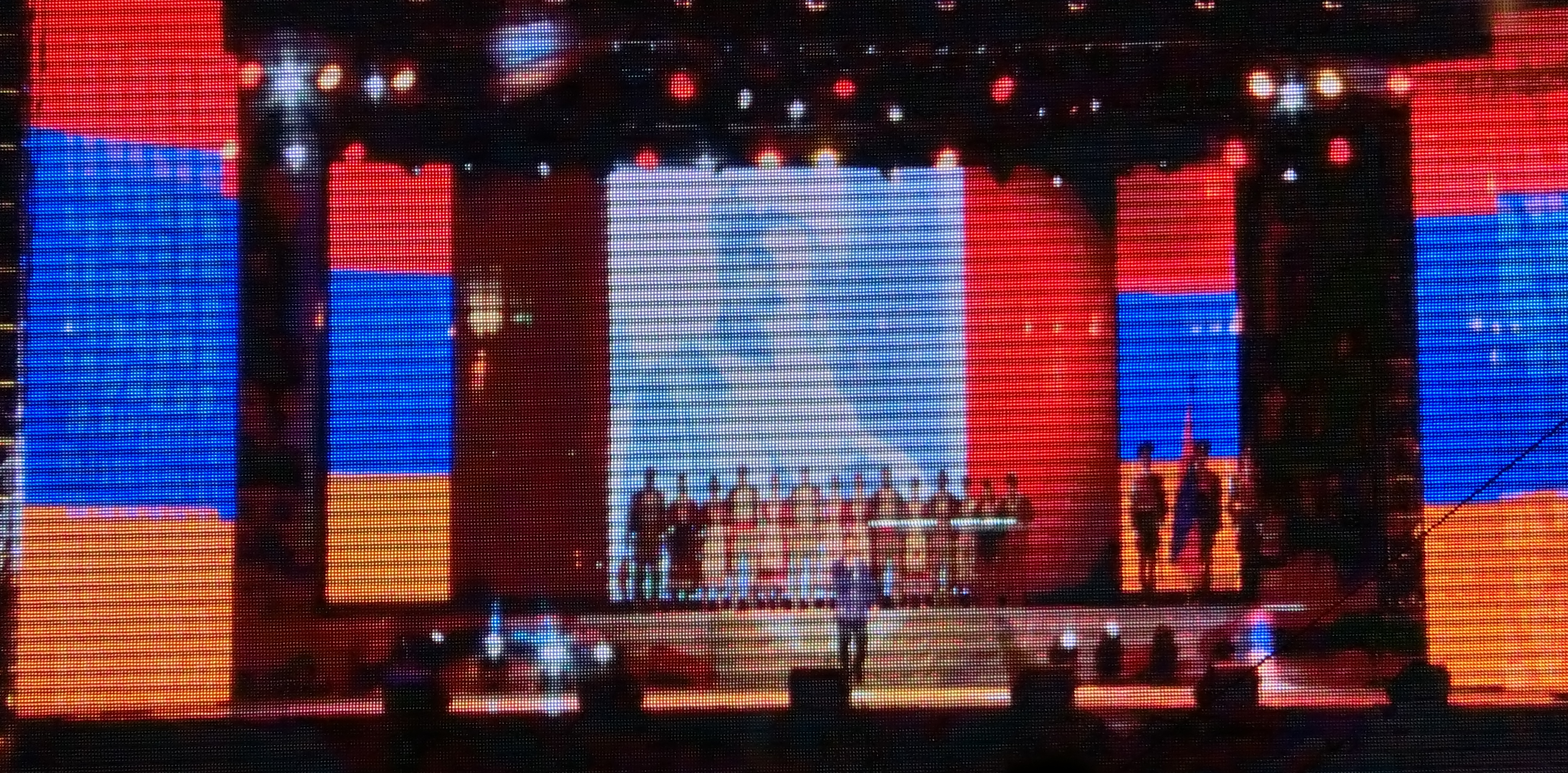